# Parasyzygonia cyanoptera
Parasyzygonia cyanoptera – gatunek błonkówki z rodziny Pergidae.

## Taksonomia
Gatunek ten został opisany w 1824 roku przez Friedricha Kluga pod nazwą Syzygonia cyanoptera. Jako miejsce typowe podano Brazylię. Syntypem była samica. W 1911 roku Sievert Rohwer przeniósł go do utworzonego przez siebie rodzaju Parasyzygonia. W 1929 roku N. Mallach opisał ten sam gatunek pod nazwą Parasyzygonia rufosternalis (miej. typ. brazylijskie miasto Petrópolis, holotypem był samiec). Obie te nazwy zostały zsynonimizowane w 1978 roku przez Davida Smitha.

## Zasięg występowania
Ameryka Południowa. Znany z płd. Brazylii (stany Minas Gerais, Parana, Rio de Janeiro, Rio Grande do Sul, Santa Catarina i São Paulo) oraz z Wenezueli.